# 21699 Wolpert
A 21699 Wolpert (ideiglenes jelöléssel 1999 RE64) a Naprendszer kisbolygóövében található aszteroida. A LINEAR projekt keretében fedezték fel 1999. szeptember 7-én.